# Wafd-partij
De Wafd-partij (Arabisch: حزب الوفد, Ḥizb al-Wafd, 'afvaardigingpartij') was een nationalistische, liberale politieke partij van 1919 tot 1952 in het door het Verenigd Koninkrijk aangestuurde Koninkrijk Egypte.
De partij was populair en invloedrijk tot in de jaren 1930, speelde een belangrijke rol in de totstandkoming van de grondwet van 1923 en ondersteunde de Egyptische transitie van een dynastieke naar een grondwettelijke monarchie. Ze werd achtereenvolgens geleid door Saad Zaghloel Pasja en Moestafa Nahas Pasja. De partij werd ontbonden na de staatsgreep van 1952.